# Le Pouzin

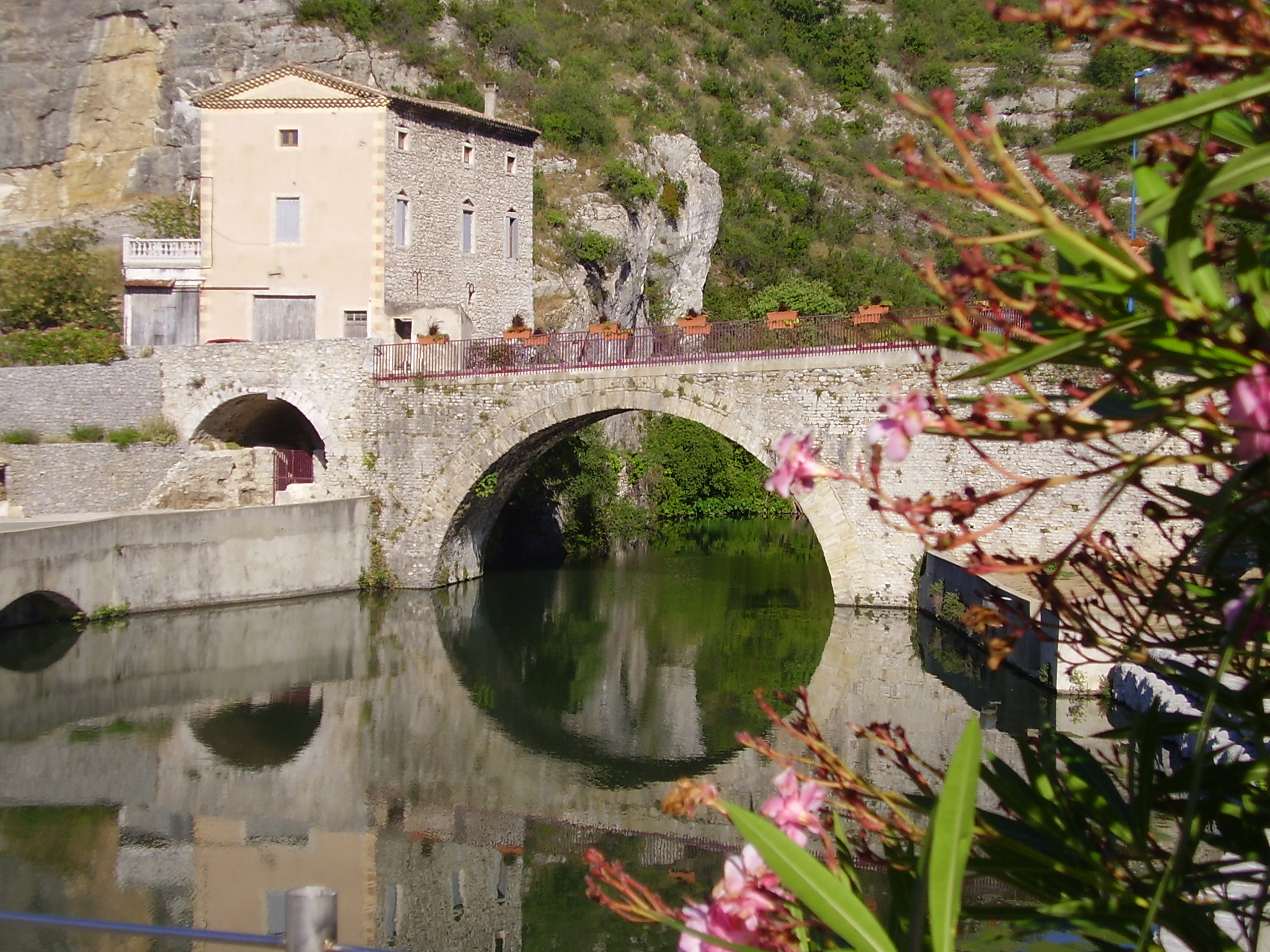
Romański most na rzece Ouvèze (2010)

Le Pouzin – miejscowość i gmina we Francji, w regionie Owernia-Rodan-Alpy, w departamencie Ardèche.
Według danych na rok 1990 gminę zamieszkiwały 2693 osoby, a gęstość zaludnienia wynosiła 215 osób/km² (wśród 2880 gmin regionu Rodan-Alpy Le Pouzin plasuje się na 331. miejscu pod względem liczby ludności, natomiast pod względem powierzchni na miejscu 937.).